# Championnat de France masculin de kin-ball 2011-2012
La saison 2011-2012 va opposer 15 équipes de kin-ball qui représenteront 6 clubs français: Kin-ball Association Rennes, SCO Kin-ball Angers, Saint Brieuc, Couhé, Ponts-de-Cé, Nantes Atlantique Kin-ball Club et Vannes (à partir de la seconde partie de saison).
Il y aura 2 phases dans ce championnat.
Dans la phase 1, les 15 équipes sont réparties en 3 poules de 5. Chaque équipe jouera 3 matchs.
À l'issue de tous les matchs de poule, les 2 premiers de chaque poule seront qualifiés pour la division 1 de la phase 2 du championnat, division qui décernera le titre de champion de France. Une dernière équipe sera qualifiée après un match entre les 3 équipes qui auront terminé troisième. Les autres équipes seront placées dans la division 2.
Chaque équipe masculine jouera 6 matchs au cours de la phase 2.

## Palmarès
Champion de D1 : Kin-ball Association Rennes 1
Champion de D2 : Ponts-de-Cé 2

## Règlement

### Formule 3 de 7
Chaque période se termine lorsqu’au moins une équipe a marqué 12 points.
Pour gagner le match, une équipe doit gagner 3 périodes :
- À la fin d’une période, si une équipe a plus de points (12) que les deux autres elle remporte la période.
- À la fin d’une période, si deux équipes ont le même nombre de points (12) et sont devant l’autre, il y aura prolongation de 5 points entre ces deux équipes. Celle qui remportera la prolongation remporte la période.

Au début de chaque période, le pointage est remis à 0 pour les trois équipes.
Lorsqu’une des équipes remporte 3 périodes, l’équipe qui termine en second sera celle qui aura remporté le plus de périodes. Si les deux autres équipes ont remporté le même
nombre de période, il y aura prolongation de 5 points pour déterminer laquelle termine deuxième.
Points de classement pour un championnat : il s'agit des modalités de classement utilisées lors de la coupe du monde 2011.
Il y aura 3 minutes de pause entre chaque période.

### Attribution des points en fin de match

#### Période
Après chaque période, un point est donné à l’équipe l’ayant remportée.

#### Partie
Après la partie, 18 points sont répartis aux trois équipes de la façon suivante :
- L’équipe terminant en première position reçoit 10 points
- L’équipe terminant en deuxième position reçoit 6 points
- L’équipe terminant en troisième position reçoit 2 points

#### Points d’Esprit Sportif
Conformément à ce tableau, chaque équipe recevra un nombre de points d’esprit sportif dépendant du nombre d’avertissement reçu
au cours du match.
| Nombre d’avertissement durant une partie | Point d’esprit sportif total |
| ---------------------------------------- | ---------------------------- |
| 0                                        | 5                            |
| 1                                        | 4                            |
| 2                                        | 1                            |
| 3                                        | 0                            |
| 4                                        | 0                            |

## Équipes
| Poule A       | Poule B      | Poule C      |
| ------------- | ------------ | ------------ |
| Ponts-de-Cé 1 | Angers 1     | Rennes 1     |
| Rennes 2      | Couhé        | Angers 3     |
| Angers 2      | Nantes 4     | Nantes 1     |
| Rennes 4      | Saint-Brieuc | Pont-de-Cé 2 |
| Nantes 2      | Rennes 3     | Nantes 3     |

## Classement

### Phase 1
Les équipes classées premières et secondes de chaque poule sont qualifiées en division 1 en phase 2.
Les équipes classées troisièmes s'affrontent dans un barrage. Le vainqueur est qualifié en division 1.
| Rang | Équipe        | Pts | J | 1re | 2e | 3e | NP | ES |
| ---- | ------------- | --- | - | --- | -- | -- | -- | -- |
| 1    | Ponts-de-Cé 1 | 54  | 3 | 3   | 0  | 0  | 9  | 15 |
| 2    | Rennes 2      | 41  | 3 | 1   | 2  | 0  | 4  | 15 |
| 3    | Angers 2      | 32  | 3 | 1   | 0  | 2  | 3  | 15 |
| 4    | Rennes 4      | 31  | 3 | 0   | 2  | 1  | 2  | 15 |
| 5    | Nantes 2      | 27  | 3 | 0   | 1  | 2  | 2  | 15 |

| Rang | Équipe       | Pts | J | 1re | 2e | 3e | NP | ES |
| ---- | ------------ | --- | - | --- | -- | -- | -- | -- |
| 1    | Angers 1     | 54  | 3 | 3   | 0  | 0  | 9  | 15 |
| 2    | Saint-Brieuc | 49  | 3 | 2   | 1  | 0  | 8  | 15 |
| 3    | Rennes 3     | 31  | 3 | 0   | 2  | 1  | 2  | 15 |
| 4    | Nantes 4     | 28  | 3 | 0   | 1  | 2  | 3  | 15 |
| 5    | Couhé        | 27  | 3 | 0   | 1  | 2  | 2  | 15 |

| Rang | Équipe        | Pts | J | 1re | 2e | 3e | NP | ES |
| ---- | ------------- | --- | - | --- | -- | -- | -- | -- |
| 1    | Nantes 1      | 54  | 3 | 3   | 0  | 0  | 9  | 15 |
| 2    | Rennes 1      | 49  | 3 | 2   | 1  | 0  | 8  | 15 |
| 3    | Nantes 3      | 29  | 3 | 0   | 2  | 1  | 0  | 15 |
| 4    | Ponts-de-Cé 2 | 29  | 3 | 0   | 2  | 1  | 0  | 15 |
| 5    | Angers 3      | 22  | 3 | 0   | 0  | 3  | 1  | 15 |

| Match de barrage entre les 3èmes | Angers 2       | Angers 2       | Angers 2       | Angers 2       | Angers 2       | Angers 2       | Angers 2       | Rennes 3       | Rennes 3       | Rennes 3       | Rennes 3       | Rennes 3       | Rennes 3       | Rennes 3       | Nantes 3       | Nantes 3       | Nantes 3       | Nantes 3       | Nantes 3       | Nantes 3       | Nantes 3       | Ponts-de-Cé 15 janvier 2012 Arbitre : Armel Pineau & Cyril Le Vagueresse |
| Période                          | 1              | 2              | 3              | 4              | 5              | 6              | 7              | 1              | 2              | 3              | 4              | 5              | 6              | 7              | 1              | 2              | 3              | 4              | 5              | 6              | 7              | Ponts-de-Cé 15 janvier 2012 Arbitre : Armel Pineau & Cyril Le Vagueresse |
| Pointage                         | 12             | 12             | 10             | 10             | 12             | -              | -              | 11             | 11             | 12             | 12             | 12             | -              | -              | 11             | 11             | 10             | 10             | 10             | -              | -              | Ponts-de-Cé 15 janvier 2012 Arbitre : Armel Pineau & Cyril Le Vagueresse |
| Prolongation 1                   |                |                |                |                | 5              |                |                |                |                |                |                | 4              |                |                |                |                |                |                |                |                |                | Ponts-de-Cé 15 janvier 2012 Arbitre : Armel Pineau & Cyril Le Vagueresse |
| Prolongation 2                   |                |                |                |                |                |                |                |                |                |                |                |                |                |                |                | 5              |                |                |                |                |                | Ponts-de-Cé 15 janvier 2012 Arbitre : Armel Pineau & Cyril Le Vagueresse |
| Périodes gagnées                 | 3              | 3              | 3              | 3              | 3              | 3              | 3              | 2              | 2              | 2              | 2              | 2              | 2              | 2              | 0              | 0              | 0              | 0              | 0              | 0              | 0              |                                                                          |
| Prolongation 2eme                |                |                |                |                |                |                |                |                |                |                |                |                |                |                |                |                |                |                |                |                |                |                                                                          |
| Esprit Sportif                   | 5              | 5              | 5              | 5              | 5              | 5              | 5              | 4              | 4              | 4              | 4              | 4              | 4              | 4              | 5              | 5              | 5              | 5              | 5              | 5              | 5              |                                                                          |
| Classement                       | Qualifié en D1 | Qualifié en D1 | Qualifié en D1 | Qualifié en D1 | Qualifié en D1 | Qualifié en D1 | Qualifié en D1 | Qualifié en D2 | Qualifié en D2 | Qualifié en D2 | Qualifié en D2 | Qualifié en D2 | Qualifié en D2 | Qualifié en D2 | Qualifié en D2 | Qualifié en D2 | Qualifié en D2 | Qualifié en D2 | Qualifié en D2 | Qualifié en D2 | Qualifié en D2 |                                                                          |

### Phase 2
| Rang | Équipe        | Pts | J | 1re | 2e | 3e | NP | ES |
| ---- | ------------- | --- | - | --- | -- | -- | -- | -- |
| 1    | Rennes 1      | 100 | 6 | 5   | 1  | 0  | 15 | 29 |
| 2    | Ponts-de-Cé 1 | 88  | 6 | 4   | 1  | 1  | 14 | 26 |
| 3    | Angers 1      | 76  | 6 | 3   | 0  | 3  | 11 | 29 |
| 4    | Rennes 2      | 69  | 6 | 1   | 3  | 2  | 8  | 29 |
| 5    | Nantes 1      | 67  | 6 | 1   | 3  | 2  | 6  | 29 |
| 6    | Saint-Brieuc  | 57  | 6 | 0   | 3  | 3  | 3  | 30 |
| 7    | Angers 2      | 43  | 6 | 0   | 3  | 1  | 3  | 20 |

Angers a été forfait 2 matchs, pas d'attribution de point sur ces 2 matchs.
| Rang | Équipe        | Pts | J | 1re | 2e | 3e | NP | ES |
| ---- | ------------- | --- | - | --- | -- | -- | -- | -- |
| 1    | Ponts-de-Cé 2 | 98  | 6 | 4   | 2  | 0  | 16 | 30 |
| 2    | Nantes 3      | 88  | 6 | 3   | 2  | 1  | 15 | 29 |
| 3    | Angers 3      | 81  | 6 | 2   | 3  | 1  | 11 | 30 |
| 4    | Couhé         | 74  | 6 | 1   | 5  | 0  | 5  | 29 |
| 5    | Rennes 2      | 73  | 6 | 2   | 1  | 3  | 12 | 29 |
| 6    | Nantes 4      | 71  | 6 | 2   | 1  | 3  | 9  | 30 |
| 7    | Nantes 2      | 70  | 6 | 2   | 1  | 3  | 8  | 30 |
| 8    | Vannes        | 65  | 6 | 2   | 0  | 4  | 9  | 28 |
| 9    | Rennes 4      | 59  | 6 | 0   | 3  | 3  | 5  | 30 |

| Match de barrage maintien/accession D1 | Nantes 3    | Nantes 3    | Nantes 3    | Nantes 3    | Nantes 3    | Nantes 3    | Nantes 3    | Saint Brieuc  | Saint Brieuc  | Saint Brieuc  | Saint Brieuc  | Saint Brieuc  | Saint Brieuc  | Saint Brieuc  | Angers 3    | Angers 3    | Angers 3    | Angers 3    | Angers 3    | Angers 3    | Angers 3    | Saint-Brieuc 2 juin 2012 Arbitre : Cyril Le Vagueresse & Olivier Legoix |
| Période                                | 1           | 2           | 3           | 4           | 5           | 6           | 7           | 1             | 2             | 3             | 4             | 5             | 6             | 7             | 1           | 2           | 3           | 4           | 5           | 6           | 7           | Saint-Brieuc 2 juin 2012 Arbitre : Cyril Le Vagueresse & Olivier Legoix |
| Pointage                               | 11          | 11          | 8           | 12          | 11          | 12          | 16          | 12            | 12            | 8             | 11            | 11            | 11            | 16            | 11          | 11          | 12          | 9           | 12          | 11          | 10          | Saint-Brieuc 2 juin 2012 Arbitre : Cyril Le Vagueresse & Olivier Legoix |
| Prolongation 1                         |             |             |             |             |             |             | 5           |               |               |               |               |               |               | 2             |             |             |             |             |             |             |             | Saint-Brieuc 2 juin 2012 Arbitre : Cyril Le Vagueresse & Olivier Legoix |
| Prolongation 2                         |             |             |             |             |             |             |             |               |               |               |               |               |               |               |             |             |             |             |             |             |             | Saint-Brieuc 2 juin 2012 Arbitre : Cyril Le Vagueresse & Olivier Legoix |
| Périodes gagnées                       | 3           | 3           | 3           | 3           | 3           | 3           | 3           | 2             | 2             | 2             | 2             | 2             | 2             | 2             | 2           | 2           | 2           | 2           | 2           | 2           | 2           |                                                                         |
| Prolongation 2eme                      |             |             |             |             |             |             |             | 3             | 3             | 3             | 3             | 3             | 3             | 3             | 5           | 5           | 5           | 5           | 5           | 5           | 5           |                                                                         |
| Esprit Sportif                         | 5           | 5           | 5           | 5           | 5           | 5           | 5           | 5             | 5             | 5             | 5             | 5             | 5             | 5             | 1           | 1           | 1           | 1           | 1           | 1           | 1           |                                                                         |
| Classement                             | Monte en D1 | Monte en D1 | Monte en D1 | Monte en D1 | Monte en D1 | Monte en D1 | Monte en D1 | Descend en D2 | Descend en D2 | Descend en D2 | Descend en D2 | Descend en D2 | Descend en D2 | Descend en D2 | Reste en D2 | Reste en D2 | Reste en D2 | Reste en D2 | Reste en D2 | Reste en D2 | Reste en D2 |                                                                         |

## Calendrier
- Dimanche 20 novembre 2011 à Angers
- Dimanche 04 décembre 2011 à Rennes
- Dimanche 18 décembre 2011 à Nantes
- Dimanche 15 janvier 2012 aux Ponts de Cé
- Dimanche 29 janvier 2012 à Rennes
- Dimanche 12 février 2012 à Nantes
- Dimanche 04 mars 2012 à Angers
- Dimanche 18 mars 2012 à Rennes
- Dimanche 01 avril 2012 à Quintin
- Dimanche 29 avril 2012 aux Ponts de Cé
- Dimanche 13 mai 2012 à Couhé
- Samedi 2 juin 2012 à Saint-Brieuc